# Marcus Chong
Marcus Chong, nato Marcus Scott Wyatt (Seattle, 8 luglio 1967), è un attore statunitense.

## Biografia
Nato a Seattle l'8 luglio 1967 da padre afroamericano e madre cinese. Suo padre biologico, Martin Wyatt, era un giornalista sportivo a San Francisco per KGO-TV. Fu adottato da Tommy e Shelby Chong nel 1978.
Ha iniziato a recitare all'età di nove anni. Il suo primo ruolo è stato quello del giovane Frankie Warner nella miniserie del 1979 Radici - Le nuove generazioni.
Ha preso parte a 13 rappresentazioni teatrali della produzione di Broadway Stand-Up Tragedy, scritto da Bill Cain, nel ruolo dello studente Lee Cortez, che debuttò al Criterion Center Stage Right e si concluse nell'ottobre 1990. Per il ruolo di Cortez vinse un Theatre World Award nel 1991, ed è stato candidato ai Drama Desk Award come miglior non attore protagonista in un'opera teatrale.
Nel 1999, interpreta Tank nel film Matrix. Negli anni 2000 è apparso in molte opere televisive come Law & Order - Unità vittime speciali, Law & Order: Criminal Intent, Numb3rs, Burn Notice - Duro a morire e altre. Non è più attivo dal 2013.

### Controversie
Nel 2003, intentò una causa presso la Corte Superiore della Contea di Los Angeles contro la Warner Bros. e la AOL Time Warner, sostenendo che la Warner aveva violato un accordo verbale del 1998 e un contratto del 2000 per continuare il personaggio di Tank nei sequel di Matrix. Gli fu offerto un totale di 250.000 dollari per apparire in Matrix Reloaded e Matrix Revolutions. Affermò che gli spettava il doppio di quella cifra, oltre a bonus e garanzie di essere invitato a conferenze stampa e première. Quando le sorelle Wachowski respinsero le sue richieste, fu arrestato nel 2000 con l'accusa di aver fatto telefonate minacciose ai registi. Nella sua causa, affermò di essere stato bandito da Hollywood e incolpò i creatori di Matrix e la Warner Bros. di averlo etichettato come terrorista.
Nel 2018 ha pubblicato sui suoi canali YouTube un documentario intitolato The Marcus Chong Story, dove racconta in dettaglio la sua vita e le difficoltà che ha dovuto affrontare lavorando con l'attore C. Thomas Howell nel film del 1996 Pure Danger e durante la produzione di Matrix nel 1998.

## Filmografia parziale

### Cinema
- Cheech e Chong sempre più fumati (Cheech and Chong's Next Movie), regia di Tommy Chong (1980)
- American Heart, regia di Martin Bell (1992)
- Panther, regia di Mario Van Peebles (1995)
- Matrix (The Matrix), regia di Andy e Larry Wachowski (1999)
- Il corvo - Preghiera maledetta (The Crow: Wicked Prayer), regia di Lance Mungia (2005)

### Televisione
- La casa nella prateria (Little House on the Prairie) - episodi 5x12-5x13 (1978)
- Generations - 5 episodi (1989)
- Il mistero di Black Angel (Flight of Black Angel) - film TV (1991)
- Street Justice - 24 episodi (1991-1993)
- Vanishing Son - film TV (1994)
- Vanishing Son II - film TV (1994)
- Vanishing Son IV - film TV (1994)
- Law & Order - Unità vittime speciali (Law & Order: Special Victims Unit) - episodio 3x08 (2001)

## Doppiatori italiani
Nelle versioni in italiano delle opere in cui ha recitato, Marcus Chong è stato doppiato da:
- Fabrizio Vidale in Matrix
- Alessandro Quarta in Law & Order - Unità vittime speciali
- Fabrizio Odetto in Law & Order: Criminal Intent
- Luigi Ferraro ne Il Corvo - Preghiera maledetta
- Marco De Risi in Burn Notice - Duro a morire